# 月夜愁
月夜愁是發表於1933年的臺語唱片流行歌，周添旺作詞、鄧雨賢作曲、純純錄音演唱，由古倫美亞唱片發行，歌詞描述在臺北三線路等候愛人相會的心情。同時期在古倫美亞的專屬歌手林氏好（林是好），據說也曾公開演唱這首歌。
此曲曲調與馬偕採譜的聖詩歌〈拿阿美〉（Naomi）相仿，而旋律是來自於平埔族歌謠。這首歌傳唱後世，1970年代改編為華語歌曲〈情人再見〉也相當流行。

## 歷史
明治37年（1904年）底時臺北城牆拆除完畢，明治42年（1909年），以舊城牆原有範圍與基石為準而興建，寬度四十公尺的臺北環城道路「三線路」正式完工。之所以被稱為三線路，是因為道路仿照歐洲都市規劃範例，於路中設置兩大綠地作為分隔島，將路面區分為三車道之故。
1930年代臺灣興起自由戀愛的風氣，因此許多情侶相約在臺北「三線路」上約會散步，當時「東三線」即今日中山南路是唯一有街道路燈的地區，因此吸引戀人來此「賞燈」。周添旺即自此獲得靈感寫下失戀者的心情，再配上哀愁的旋律，因而在當時廣受歡迎。
皇民化運動時期，栗原白也受台灣總督府委託將其重新填詞為日語愛國歌曲〈軍夫之妻〉，以鼓勵推動臺灣人踴躍加入軍隊報效國家。
1970年代，此曲再度被莊奴重新填詞為華語歌曲〈情人再見〉，由謝雷、鄧麗君唱紅。
此外，鳳飛飛及陳淑樺 等人都曾重新詮釋此曲。
遊戲《返校》引用，並臺灣作曲家張衞帆擔任改編。

## 外部連結
- 月夜愁- 台灣流行音樂維基館 （页面存档备份，存于）
- 時代變奏-月夜愁- 臺灣音聲一百年 （页面存档备份，存于）